# Karl Klühspies
Karl Klühspies (* 25. Mai 1928 in München; † 12. Januar 2023 ebenda) war ein deutscher Verkehrsplaner, Stadtplaner, Autor und Architekt.

## Leben und Wirken
Nach Kriegsende studierte Klühspies Ingenieurwesen an der Technischen Hochschule München, im Anschluss dann Architektur und Städtebau an der Akademie der Bildenden Künste München.
Frühzeitig wurde er zu einem Befürworter menschenorientierter Stadtplanung und wandte sich bereits in den 1960er Jahren gegen einen Umbau der Stadt München zur sogenannten „autogerechten“ Stadt. In detaillierten Untersuchungen wies er auf die enormen stadtzerstörenden Eingriffe hin, die im Rahmen der damaligen Stadtentwicklungspläne nach amerikanischem Vorbild auch für München vorgesehen waren. Da Klühspies sich bei der Darstellung der Untersuchungsergebnisse immer einer bürgerorientierten Sprache bediente und die relevanten stadtplanerischen Zusammenhänge prägnant und verständlich darstellte, fanden seine Bemühungen um Schutz der Münchner Stadt parteiübergreifend Gehör.
1966 wehrten sich viele Bürger gegen das Vorhaben, den Altstadtring unter dem Prinz-Carl-Palais in einen Tunnel zu verlegen. Zentrum des Protestes war die Bürgerinitiative münchner bauforum e. V., die wesentlich anhand der wissenschaftlichen Darstellungen von Karl Klühspies argumentierte. Zusammen mit einigen engagierten Fachleuten aus Architektur (Kim Wallenborn, Helmut Schöner-Federigotti, Helmut Borcherdt, Karl Assmann, Theodor Henzler u. a.), Stadtplanung und mehreren Bürgerinitiativen gelang es, den als ersten Schritt geplanten Stadtautobahn-Ausbau des Altstadtrings in wesentlichen Teilen zu verhindern bzw. stadtverträglicher zu machen. Dies ermöglichte den Erhalt des Münchner Viktualienmarktes, der ansonsten einer zur vier- bis sechsspurigen, teilweise aufgeständerten Ringstraße ausgebauten Frauenstraße/Blumenstraße weitgehend zum Opfer gefallen wäre. Der spätere Wiederaufbau der Münchner Schrannenhalle wäre durch diese Stadtautobahn ebenfalls unmöglich gemacht worden. Heute zählt der Viktualienmarkt zu den wichtigsten Touristenzielen der Stadt.
Nicht mehr verhindern ließ sich dagegen der Bau des Tunnels unter dem Prinz-Carl-Palais. Oberbürgermeister Hans-Jochen Vogel griff jedoch die Kritik und konstruktiven Vorschläge des Bauforums auf und initiierte 1968 die Gründung des „Münchner Diskussionsforum für Stadtentwicklungsfragen (Münchner Forum) e.V.“, das noch heute besteht.
Dem persönlichen Engagement von Klühspies ist zu verdanken, dass die planerisch ursprünglich vorgesehene Isarparallele – eine mehrspurige, an allen Brücken unterführte Stadtautobahn am Westufer der Isar, die den Verlust der gesamten Allee und Isar-Überbauungen zur Folge gehabt hätte – zu den Akten gelegt wurde. Der Stopp dieses Projektes erlaubte die Bewahrung des einmaligen Stadtraumes entlang der Münchner Isar, der heute nicht nur charakteristisch für die Gesamtstadt, sondern auch eines der wichtigsten städtischen Naherholungsgebiete ist.
Die konstruktiv-kritischen Anregungen, die er als Stadt- und Verkehrsplaner in zahlreichen Veröffentlichungen vorstellte und in Podiumsdiskussionen und Vorträgen auch öffentlich vertrat, waren der Münchener Stadtverwaltung nicht immer willkommen, die Bürgerinitiativen erst spät als Partner einer erfolgreichen Stadtentwicklung erkannte.
Für eine starke Rolle des öffentlichen Verkehrs in München trat Karl Klühspies nicht nur im Rahmen des „Münchner Forums“ ein. Besonders sein wissenschaftlich geführter Nachweis der Bedeutung einer Orientierung auf öffentliche Verkehrssysteme im „ÖV-Gutachten München“ (Band III, Gesamtleitung Prof. Heimerl) führten zu einem Umdenken in der Stadtpolitik. Lange bevor das städtische Straßenbahnnetz tatsächlich wieder ausgebaut wurde, wies Klühspies auf notwendige Streckenerhaltung und Streckenergänzungen hin. Das ÖV-Gutachten leitete eine Renaissance der Straßenbahn in München ein.
In den 1970er-Jahren veröffentlichte Klühspies detaillierte Vorschläge zur Wiederöffnung und Reaktivierung der zahlreichen Münchner Stadtbäche. Jüngere Stadterneuerungsprozesse setzten diese Anregungen zunehmend um.
Ab den 1980er-Jahren war Klühspies international als Gutachter und Referent in Verkehrs- und Stadtplanungsfragen tätig. Für das Goethe-Institut war er international tätig. Fachliche Vortragsreisen führten ihn damals u. a. nach Nord- und Südamerika und nach China.
In den letzten Jahren befasste er sich mit Analysen zur Bahnprivatisierung und wies vielfach nach, dass die Bahn wichtige Aufgaben der Daseinsvorsorge wahrnimmt und eine Bahn-Privatisierung der Nation und damit dem Bürger erhebliche, enteignungsgleiche Nachteile bringen könnte.

## Auszeichnungen
Für sein Engagement erhielt er 1977 die Theodor-Heuss-Medaille der Theodor-Heuss-Stiftung.
Die Stadt München verlieh ihm im Jahr 1988 die Medaille München leuchtet in Gold.

## Bibliographie
- Ökologischer Stadtumbau. Gedanken zur Fortschreibung des Stadtentwicklungsplanes München. Verlag: Münchner Forum. München, 1991.
- Isartalbahn, eine städtebauliche Chance. Berichte und Protokolle. Münchner Forum, Heft 50. Verlag: Münchner Forum. München, 1977.
- Fürstenried[-]Ost. Zum Standortkonzept 78. Münchner Forum, Beiträge zum Stadtentwicklungsplan. München, 1979.
- Stadt-Landschaft. Sammlungsreihe. München Forum, Heft 21. Verlag: Münchner Forum. München, 1980.
- Der grüne Stadtraum. Sammlungsreihe. München Forum, Heft 22. Verlag: Münchner Forum. München, 1980.
- Verkehr. Münchner Forum, Beiträge zur Fortschreibung des Stadtentwicklungsplanes. München, 1981.
- A propos Loyalitätsverweigerung. Zu einem Reisebericht der Münchner Verkehrsbetriebe, von dem einige, dabeigewesene Stadträte heute noch glauben, er beziehe sich auf eine ganz andere Reise .... Münchner Forum, 1980.
- Städtbauliche Veränderungen im nordwestlichen Stadtbereich. Berichte und Protokolle des Münchner Forums, Heft 12. München 1970.
- Schrittweise Vertreibung aus dem Pradies? Gutachtliche Stellungnahme zur Frage, ob der Autobahnring im Süden Münchens geschlossen werden soll und zur Gefahr missverständlichen Auslegung von Experten-Gutachten durch Laien. Allgemeinverständliche Abhandlung für. Politiker u. Nichtfachleute. München, 1972.
- Ein Kulturprogramm für Münchens Altstadt. Vorschläge d. AA. Grundsatzfragen anlässlich einer 'öffentlichen Begehung' und Kritik der Münchner Fußgängerbereiche. mit Karl Assmann. Münchner Diskussionsforum für Entwicklungsfragen/Ausschuß Grundsatzfragen, Berichte u. Protokolle [d.]Münchner Forum. München 1972.
- Öffentlicher Verkehr. Münchner Forum, Beiträge zur Fortschreibung d. Münchener Stadtentwicklungsplanes, Heft 9. München 1973.
- ÖV-Gutachten München, Band III: Internationale Beispiele, Gesamtleitung Prof. Heimerl. Hrsg.: Stadt München.
- München  n i c h t  wie geplant Hrsg.: Münchner Forum für Entwicklungsfragen / Franz Schiermeier Verlag München / München. 2016, ISBN 978-3-943866-25-4.